# Миронівська сільська рада (Шосткинський район)
Миро́нівська сільська́ ра́да — колишній орган місцевого самоврядування в Шосткинському районі Сумської області. Адміністративний центр — село Миронівка.

## Загальні відомості
- Населення ради: 1 637 осіб (станом на 2001 рік)

## Населені пункти
Сільській раді підпорядковані населені пункти:
- с. Миронівка
- с. Крупець
- с. Шкирманівка

## Склад ради
Рада складалася з 16 депутатів та голови.
- Голова ради:
- Секретар ради: Плахута Катерина Дмитрівна

### Керівний склад попередніх скликань
| Прізвище, ім'я, по батькові | Основні відомості                                                                      | Дата обрання | Дата звільнення |
| --------------------------- | -------------------------------------------------------------------------------------- | ------------ | --------------- |
| Полуда Федір Іванович       | Сільський голова, 1941 року народження, освіта вища, член Комуністичної партії України | 26.03.2006   | 31.10.2010      |
| Полуда Федір Іванович       | Сільський голова, 1941 року народження, освіта вища, член Комуністичної партії України | 31.10.2010   | 28.01.2015      |

Примітка: таблиця складена за даними сайту Верховної Ради України

## Населення
Згідно з переписом УРСР 1989 року чисельність наявного населення сільської ради становила 1875 осіб, з яких 815 чоловіків та 1060 жінок.
За переписом населення України 2001 року в сільській раді мешкали 1602 особи.

### Мова
Розподіл населення за рідною мовою за даними перепису 2001 року:
| Мова       | Відсоток |
| ---------- | -------- |
| українська | 92,61 %  |
| російська  | 7,27 %   |
| білоруська | 0,06 %   |